# Philoria sphagnicolus
Espèce
Synonymes
- Kyarranus sphagnicolus Moore, 1958

Statut de conservation UICN

 EN B1ab(iii) : En danger
Philoria sphagnicolus est une espèce d'amphibiens de la famille des Limnodynastidae.

## Répartition
Cette espèce est endémique du Nord-Est de la Nouvelle-Galles du Sud en Australie,.

## Étymologie
Elle doit son nom à la sphaigne, élément végétal qui prédomine dans son biotope, ce que reprend le nom vernaculaire anglais, Sphagnum Frog (littéralement grenouilles des sphaignes).

## Publication originale
- Moore, 1958 : A new genus and species of leptodactylid frog from Australia. American Museum Novitates, no 1919, p. 1-7 (texte intégral).